# Monastero di Mileševa
Il monastero di Mileševa, in lingua serba Manastir Mileševa (Манастир Милешева) è uno dei più importanti monasteri ortodossi della Serbia. Sorge nella valle del fiume omonimo, nei pressi della città di Prijepolje.

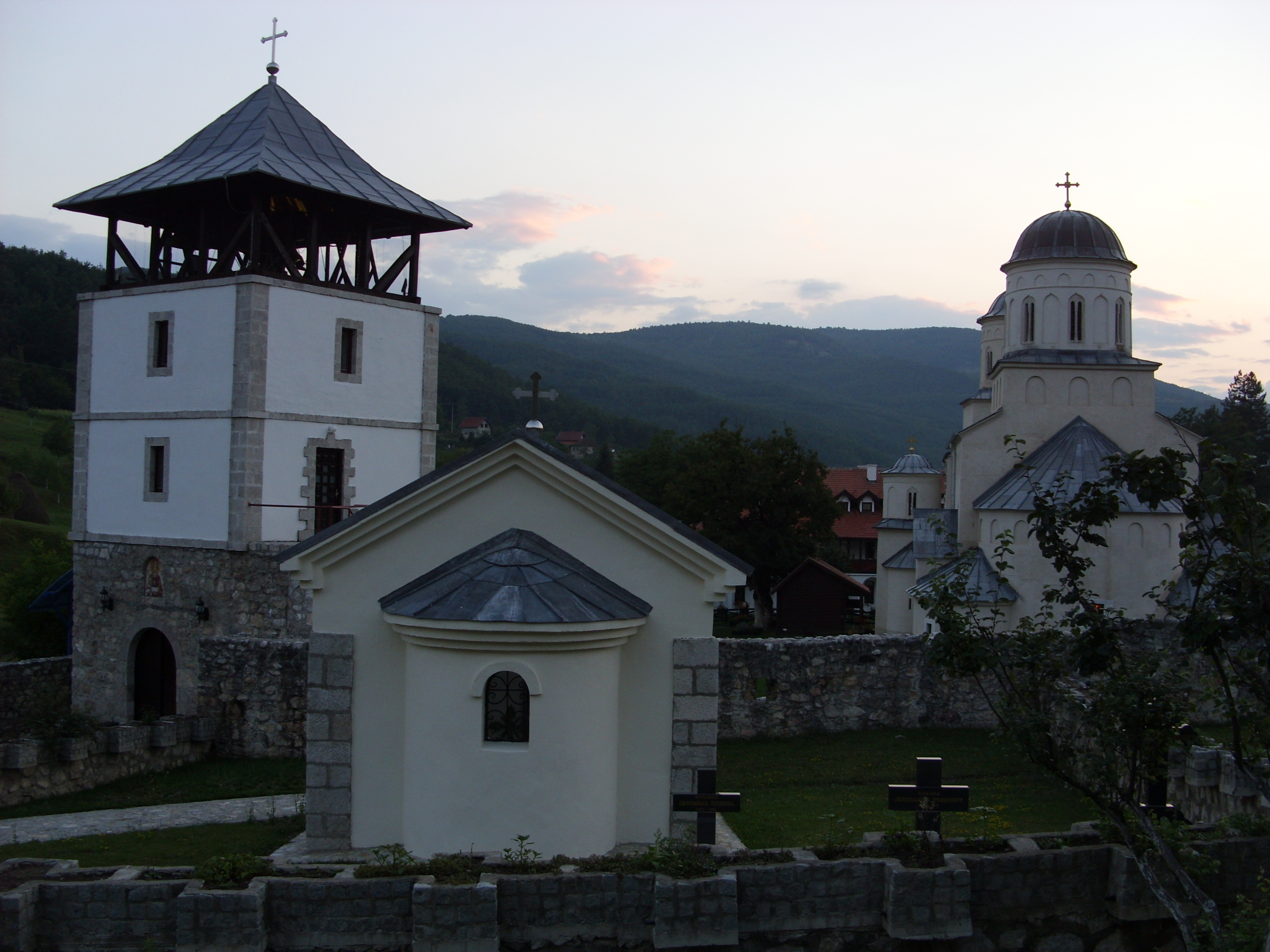
Monastero di Mileševa

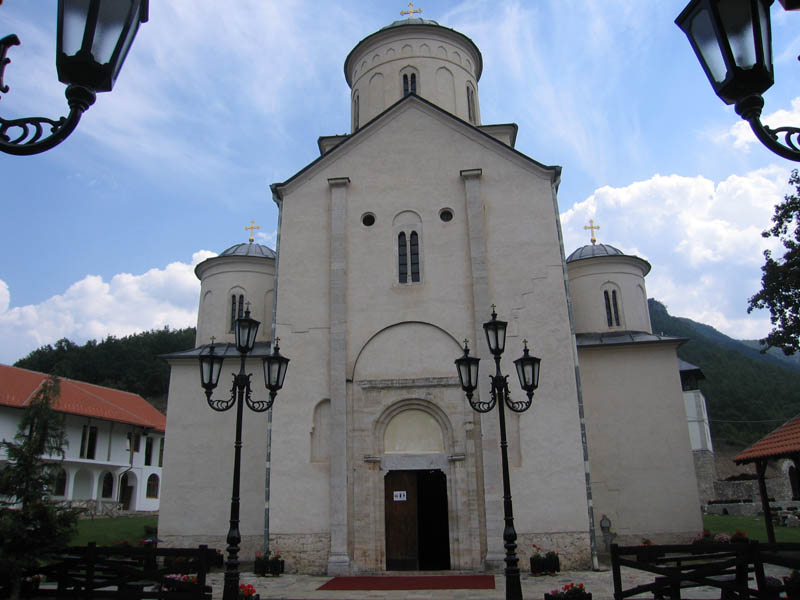
La facciata

## Storia

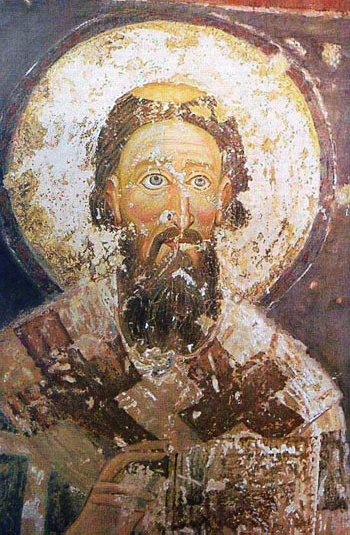
San Sava

Fu fatto costruire dal re di Serbia Stefano Vladislav I quando ancora era erede al trono, e portato a compimento tra il 1234 e il 1236, subito dopo la sua ascesa al trono. Vladislav, figlio di Stefano Prvovenčani e nipote di Rastko, passato alla storia come san Sava, vi fece trasferire le spoglie del santo zio nel 1236, dalla città di Tărnovo in Bulgaria dove era morto.
Nel 1243 Vladislav fu spodestato e cedette il trono al fratello minore Stefano Uroš I. Si ritirò sulla costa della Doclea, dove visse fino alla morte avvenuta nel 1269, e fu sepolto a Mileševa, accanto alla tomba di San Sava.
Nel 1377 il suo carattere di luogo di culto dei sovrani serbi fu sottolineato dalla cerimonia d'incoronazione del re di Serbia e Bosnia Tvrtko. Nel 1446 Stefano Vukčić Kosača, governatore della Zahumlje si nominò duca (herzeg) di San Sava: da questo, i suoi domini in cui rientrava anche il monastero, si chiamarono "Erzegovina".
Durante la dominazione ottomana, nei confronti delle popolazioni cristiane della Serbia, si procedeva a repressioni, conversioni forzate e rapimenti di giovani da inserire nel corpo paramilitare dei giannizzeri. Solo i monasteri godevano di una certa autonomia e di una relativa pace. Divennero quindi gli unici luoghi in cui il popolo potesse partecipare alle cerimonie religiose, apprendere la dottrina cristiana e conservare le tradizioni nazionali.
La presenza della sepoltura di San Sava, che per i Serbi aveva un valore sia spirituale sia patriottico, fece di Mileševa uno dei più importanti centri religiosi dei Balcani, visitato anche dai sovrani di tutta la cristianità ortodossa, tra cui lo zar di Russia Ivan il terribile.
Questa fama indispettì i Turchi, che nel 1594 incendiarono il monastero, trafugarono le spoglie del santo e le bruciarono in piazza a Belgrado. Nel XVII secolo il complesso subì altre devastazioni da parte degli Ottomani a seguito di rivolte popolari. Nel 1557 fu ristrutturato dal patriarca Makarije, ma successivamente, a causa dei continui roghi e delle devastazioni, i monaci abbandonarono il monastero, unendosi alla Grande migrazione dei Serbi (Велика сеоба Срба, Velika seoba Srba) che dal 1690 vide la popolazione in fuga verso i territori della monarchia asburgica.
Nel 1857, dopo più di un secolo di declino, quando ormai i Turchi erano stati cacciati ed era nato il Principato di Serbia, le rovine del monastero furono riportate alla luce, e nel 1863 i cittadini di Prijepolje ricostruirono la chiesa e il refettorio.
Recentemente, il complesso è stato sottoposto ad un accurato restauro che ha salvato dalla completa distruzione alcuni importanti cicli di affreschi che rendono Mileševa una grande testimonianza dell'arte pittorica sacra medievale serba.

## Arte

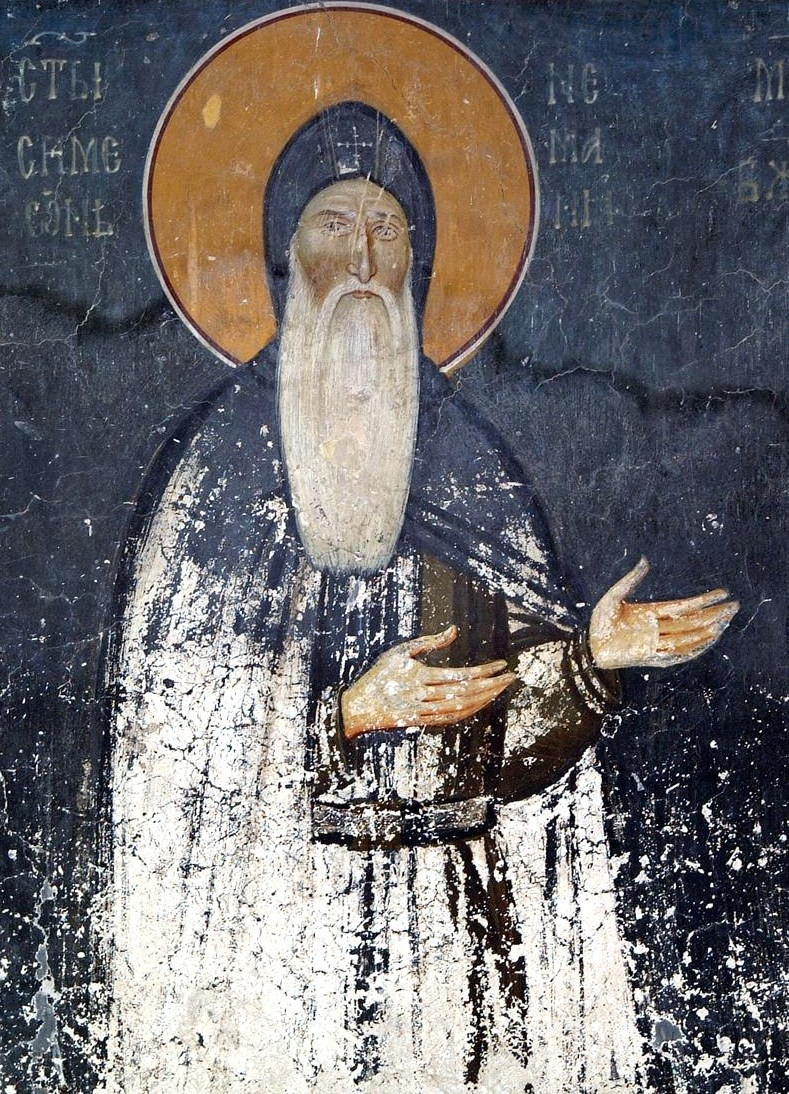
Stefano Nemanja

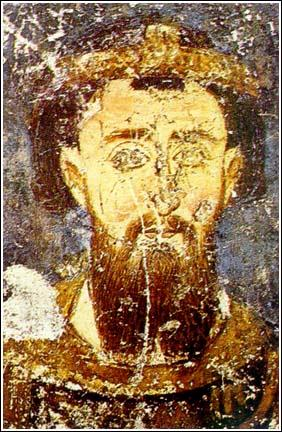
Stefano Prvovenčani

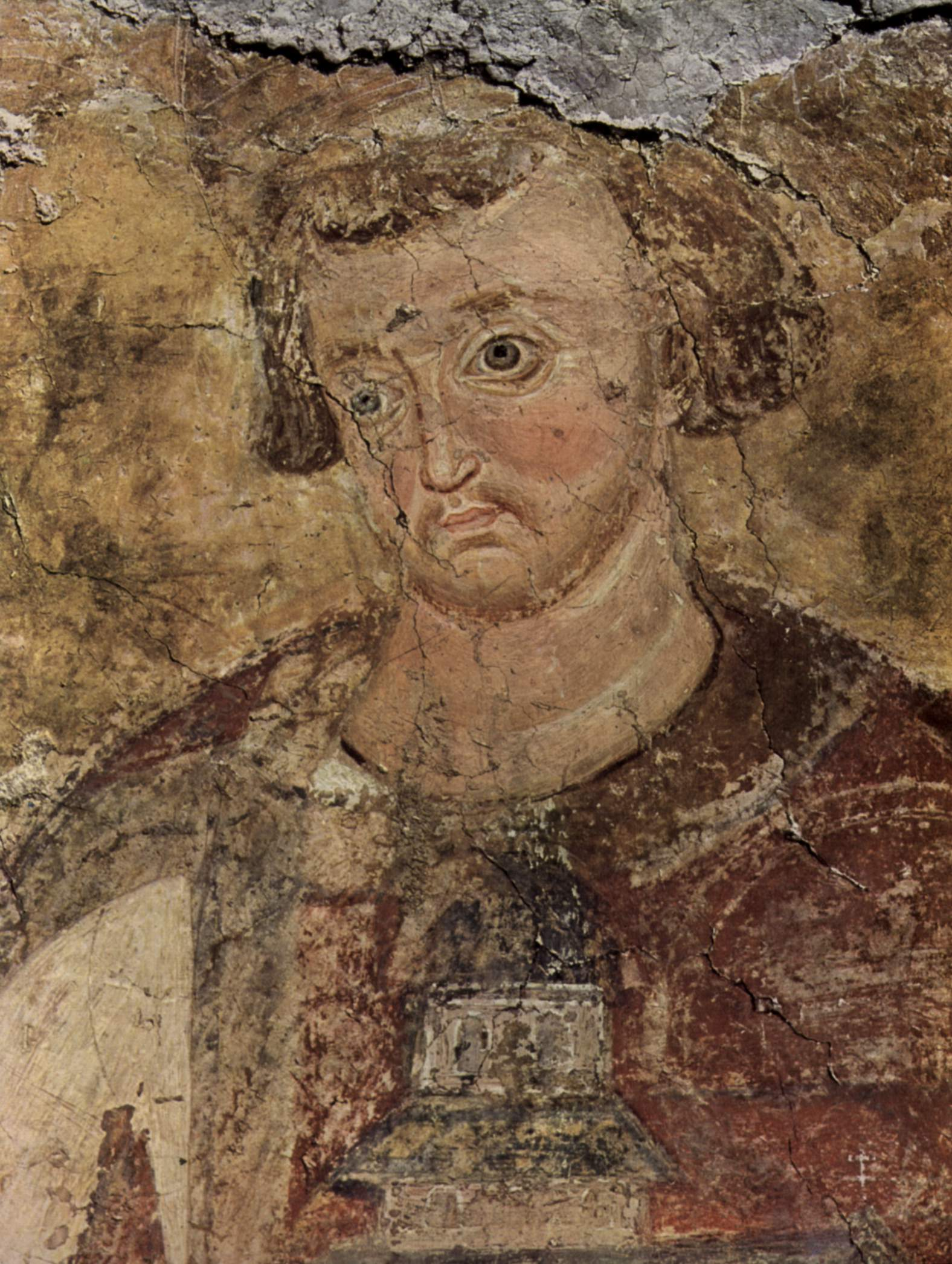
Stefano Radoslav

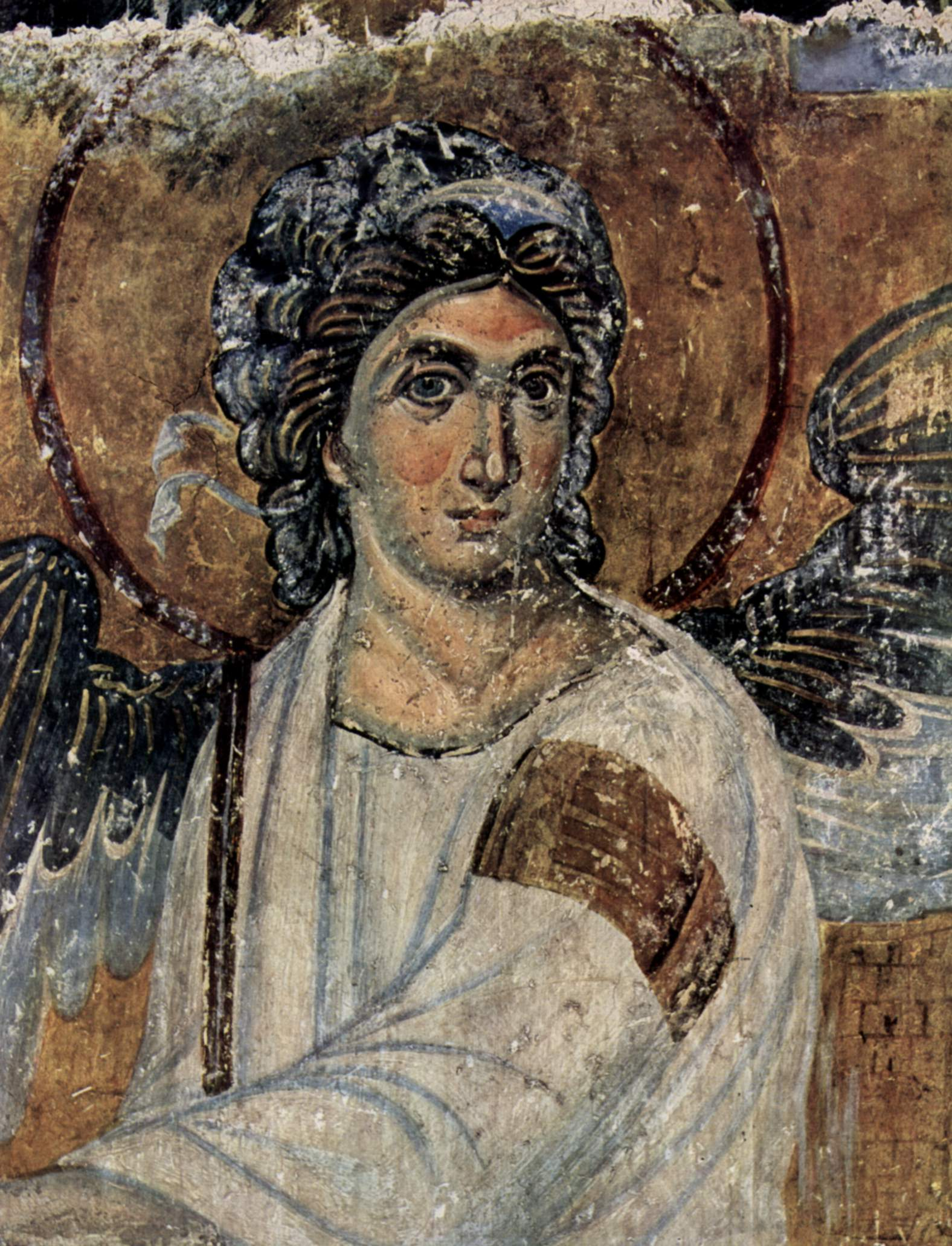
L'Angelo bianco

In linea con tutte le costruzioni reali della Serbia medievale, il monastero fu edificato secondo il gusto tipico dell'architettura della Rascia, ossia, in stile romanico con adattamenti per il culto ortodosso.
La chiesa, dedicata all'Assunzione di Maria, è a navata unica con due piccole cappelle, possiede un esonartece ed un nartece, e ha una grande abside centrale affiancata da due minori laterali. È sormontata da due cupole, una che si eleva sulla navata e un'altra, più piccola, sul nartece.
All'interno tutte le pareti sono affrescate. Nel nartece, dove era posta la tomba di San Sava, è ritratto lo stesso santo, affiancato dai membri della famiglia Nemanjić: Stefano Nemanja come San Simeone, Stefano Prvovenčani, Stefano Vladislav, Stefano Radoslav, e dall'imperatore Costantino, primo sovrano cristiano.

I membri della casa reale sono ritratti in piedi e affiancati secondo un'iconografia tipica dei santi. Questo testimonia l'aspetto sacrale della famiglia regnante e il culto che il popolo le tributava.
Nel registro superiore sono rappresentate scene della vita terrena di Cristo, tra cui quella della sepoltura in cui un angelo, siede sulla tomba. Si tratta dell'Angelo bianco (Бели Aнђео, Beli Anđeo), forse, la più celebre immagine della pittura serba. Gli affreschi del nartece sono stati eseguiti intorno al 1240.
Nella navata gli affreschi rappresentano scene della vita della Vergine Maria e ritratti di santi guerrieri e martiri. All'interno del santuario, intorno all'altare, abbondano ritratti di vescovi.
Nella seconda metà del XVII secolo gli affreschi eseguiti nel XIII secolo furono ricoperti da nuove pitture. Un incendio appiccato dai Turchi le distrusse: esse, però protessero i dipinti più antichi che avevano rimpiazzato: è, quindi, grazie al loro sacrificio che oggi possiamo ancora ammirare le immagini originali.